# John Brinkley

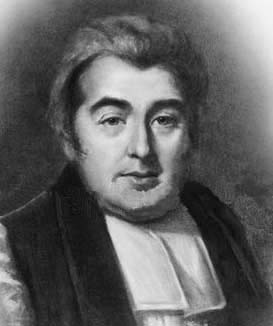
John Brinkley

John Mortimer Brinkley (ca. 1763 – 14 september 1835) was een Iers astronoom en later bisschop van Cloyne.

## Biografie
Brinkley werd in Woodbridge in het graafschap Suffolk geboren als onwettige zoon van de slagersdochter Sarah Brinkley. Hij werd op 31 januari 1763 gedoopt. Toen hij toegelaten werd tot de universiteit van Cambridge stond hij te boek als zoon van wijnboer John Toler Brinkley, maar er zijn sterke aanwijzingen dat Brinkley in feite de zoon was van de Ierse edelman John Toler, de latere Ierse opperrechter.
In 1788 verkreeg Brinkley als "senior wrangler" (beste van zijn jaar in wiskunde) zijn kandidaats aan de universiteit van Cambridge. Drie jaar later behaalde hij zijn doctoraal en hetzelfde jaar ontving hij een priesterwijding. In 1792 werd Brinkley benoemd tot professor in de astronomie aan de universiteit van Dublin. De titel "Royal Astronomer of Ireland" was aan deze leerstoel verbonden. Zijn werk omvatte hoofdzakelijk bestudering van de levenscyclus en beweging van sterren, maar hij maakte zich ook sterk voor de vereniging van sterrenkunde met de christelijke leer. In 1824 werd hem de Copley Medal verleend, de belangrijkste wetenschapsprijs van de Royal Society, de Britse academie van wetenschappen. In 1826 werd Brinkley gewijd tot bisschop van Cloyne in County Cork, een positie die hij tot aan zijn dood zou bezetten. Daarnaast was hij van 1831 tot 1833 president van de Royal Astronomical Society.
Brinkley overleed in 1835 en werd bijgezet in de kapel van Trinity College in Dublin.
- Bibliothèque nationale de France: cb156093404 (data)
- CiNii: DA17116305
- Gemeinsame Normdatei: 11763137X
- International Standard Name Identifier: 0000 0000 2819 9972
- Library of Congress Control Number: n85295108
- Mathematics Genealogy Project: 234554
- Nederlandse Thesaurus van Auteursnamen: 129047384
- Réseau des bibliothèques de Suisse occidentale: 02-A024092258
- SNAC: w6s79392
- Système universitaire de documentation: 085101893
- Virtual International Authority File: 13089468
- WorldCat: E39PBJd3QhttXKqvJbJKKwgHYP